# کلی مک دوگال
کلی مک دوگال (انگلیسی: Kelly McDougall؛ زادهٔ ۲۲ ژانویهٔ ۱۹۸۴) بازیکن فوتبال اهل بریتانیا است.
از باشگاه‌هایی که در آن بازی کرده‌است می‌توان به باشگاه فوتبال زنان اورتون اشاره کرد.
وی همچنین در تیم ملی فوتبال زنان انگلستان بازی کرده‌است.